# La Unión, Tlahuiltepa
La Unión är en ort i Mexiko.   Den ligger i kommunen Tlahuiltepa och delstaten Hidalgo, i den sydöstra delen av landet, 170 km norr om huvudstaden Mexico City. La Unión ligger 2 206 meter över havet och antalet invånare är 123.
Terrängen runt La Unión är huvudsakligen bergig, men den allra närmaste omgivningen är kuperad. La Unión ligger uppe på en höjd. Runt La Unión är det glesbefolkat, med 9 invånare per kvadratkilometer. Närmaste större samhälle är Buenavista, 7,8 km nordväst om La Unión. I omgivningarna runt La Unión växer i huvudsak blandskog.